# Гришковская
Гришковская — деревня в Вожегодском районе Вологодской области.
Входит в состав Тигинского сельского поселения (с 1 января 2006 года по 9 апреля 2009 года входила в Тавенгское сельское поселение), с точки зрения административно-территориального деления — в Тавенгский сельсовет.
Расстояние до районного центра Вожеги по автодороге — 52 км, до центра муниципального образования Гридино по прямой — 24 км. Ближайшие населённые пункты — Гора, Лобаниха, Поздеевская, Заберезник, Коротковская, Завраг, Песок, Корякинская, Шибаевская.
По переписи 2002 года население — 4 человека.